# Telmatactis insignis
Telmatactis insignis is een zeeanemonensoort uit de familie Isophelliidae.
Telmatactis insignis is voor het eerst wetenschappelijk beschreven door Carlgren in 1950.